# Divarilima handini
Divarilima handini is een tweekleppigensoort uit de familie van de Limidae. De wetenschappelijke naam van de soort is voor het eerst geldig gepubliceerd in 1982 door Gibson & Gibson.